# Касимов, Денис
Дени́с Каси́мов (родился 30 апреля 1988 года в Ростове-на-Дону) — российский актёр кино.

## Биография
Родился в 1988 году в Ростове-на-Дону. Мать — бухгалтер, отец — инженер в «Аэрофлоте». Пришёл на пробы по объявлению в газете: захотелось сняться в массовке.
Признан лучшим актером (приз за лучшую мужскую роль)
за работу в российской картине «Мифы моего детства» на 14-м Открытом фестивале стран СНГ и Балтии «Киношок» .
Окончил с красным дипломом Санкт-Петербургский университет телекоммуникаций имени профессора М. А. Бонч-Бруевича.
С июля 2012 года работает инженером-программистом в компании Azitos.

## Фильмография
- 2005 — Мифы моего детства - Игнат, главная роль